# Diploblechnum fraseri
Diploblechnum fraseri là một loài thực vật có mạch trong họ Blechnaceae. Loài này được (A. Cunn.) De Vol mô tả khoa học đầu tiên năm 1975.